# Rhonex Kipruto
Rhonex Kipruto (ur. 12 października 1999) – kenijski lekkoatleta, długodystansowiec. Brązowy medalista mistrzostw świata, rekordzista świata juniorów w biegu na 10 000 m. W 2021 roku zadebiutował na igrzyskach olimpijskich, gdzie zajął 9. miejsce w biegu na 10 000 metrów.
17 maja 2023 Kipruto został tymczasowo zawieszony przez Jednostkę ds. uczciwości w lekkoatletyce za użycie zabronionej substancji/metody na podstawie danych z jego paszportu biologicznego sportowca (ABP).
5 czerwca 2024 został zdyskwalifikowany na 6 lat przez AIU.

## Sukcesy sportowe
- zwycięzca biegu na 10 km podczas Birell Grand Prix w Pradze (2018)[7]
- zwycięzca biegu na 10 km w Nowym Jorku (2018)[8]

| Rok  | Miasto  | Zawody                      | Konkurencja      | Wynik         | Czas     |
| ---- | ------- | --------------------------- | ---------------- | ------------- | -------- |
| 2018 | Tampere | Mistrzostwa świata juniorów | bieg na 10 000 m | złoty medal   | 27:21.08 |
| 2019 | Doha    | Mistrzostwa świata          | bieg na 10 000 m | brązowy medal | 26:50,32 |

## Rekordy życiowe
- Bieg na 5000 metrów – 20 lipca 2019, Londyn 13:07,40
- Bieg na 5 kilometrów – 12 stycznia 2020, Walencja 13:18, do 16 lutego 2020 rekord świata
- Bieg na 10 kilometrów – 12 stycznia 2020, Walencja 26:24 rekord świata
- Bieg na 10 000 metrów – 30 czerwca 2019, Kalifornia 26:50,16
- Bieg na 3000 metrów – 19 maja 2018, Cambridge (MA) 7:48,08